# Hausen (Westerwald)
Hausen is een plaats in de Duitse gemeente Waldbrunn (Westerwald), deelstaat Hessen, en telt 1409 inwoners (2005).

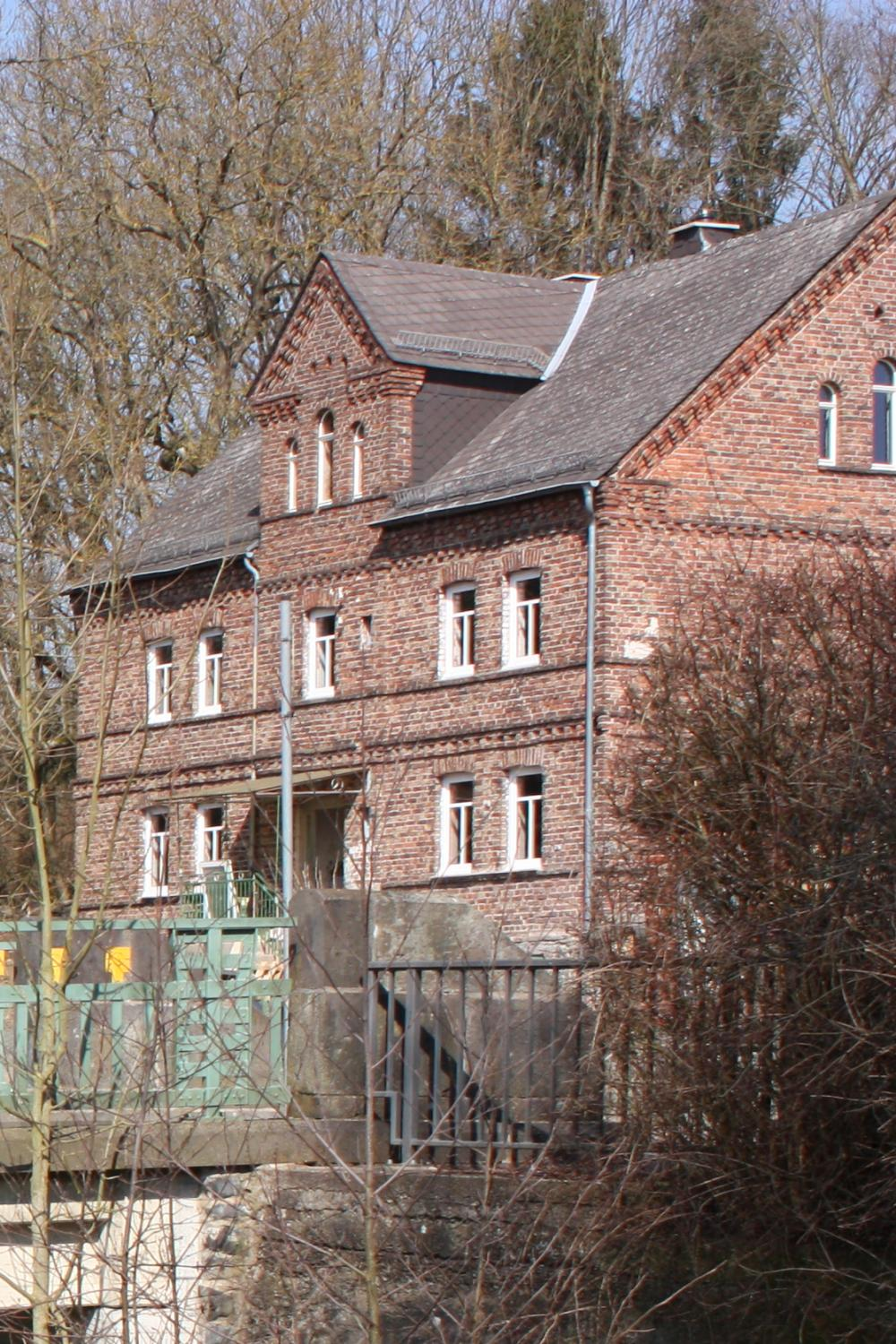
Müllermühle
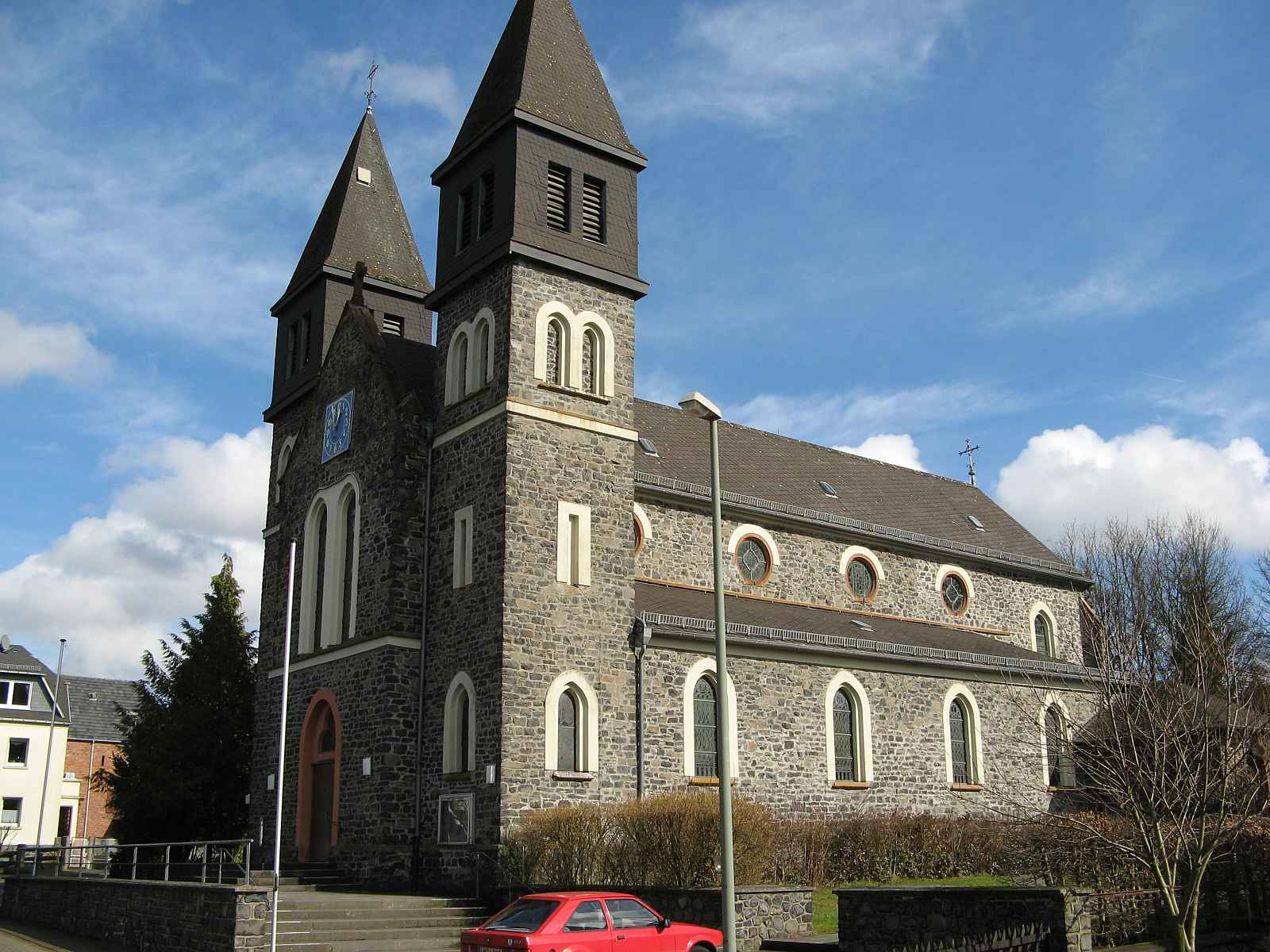
Kerk van St Laurentius in Hausen
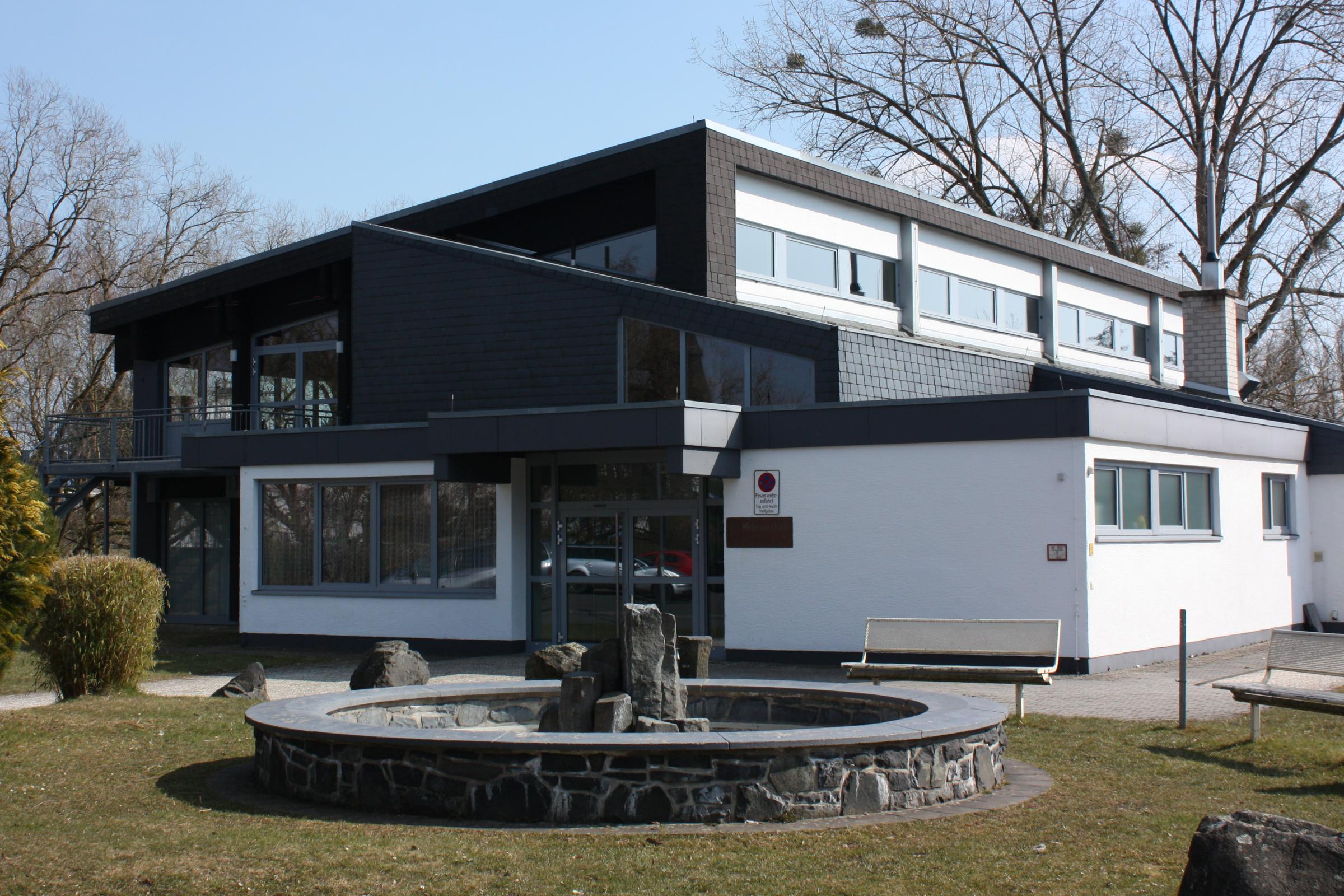
Dorpshuis van Hausen